# P-adische analyse

De 3-adische gehele getallen, met geselecteerde overeenkomstige karakters op hun duale Pontryagin-groep

In de wiskunde is p-adische analyse een tak van de  getaltheorie die zich bezighoudt met de wiskundige analyse van functies van p-adische getallen.
De theorie van functies met complexe waarden op de p-adische getallen maakt deel uit van de theorie van lokaal compacte groepen. De gebruikelijke betekenis die aan p-adische analyse wordt gegeven, is de theorie van p-adisch gewaardeerde functies op bepaalde ruimtes.
Toepassingen van p-adische analyse vinden vooral plaats in de getaltheorie, waar het een belangrijke rol speelt in de diofantische meetkunde en diofantische benadering. Sommige toepassingen vereisten de ontwikkeling van p-adische functionaalanalyse en spectraaltheorie. In veel opzichten is p-adische analyse minder subtiel dan klassieke analyse, aangezien de ultrametrische ongelijkheid bijvoorbeeld betekent dat de convergentie van oneindige reeksen p-adische getallen veel eenvoudiger is. Topologische vectorruimten over p-adische velden vertonen opvallende kenmerken; aspecten met betrekking tot de convexiteit en de stelling van Hahn-Banach zijn bijvoorbeeld verschillend.

## Belangrijke resultaten

### De stelling van Ostrowski
De stelling van Ostrowski, van Alexander Ostrowski (1916), stelt dat elke niet-triviale absolute waarde op de rationale getallen Q equivalent is aan de gebruikelijke reële absolute waarde of een p-adische absolute waarde.

### De stelling van Mahler
De stelling van Mahler, geïntroduceerd door Kurt Mahler, drukt continue p-adische functies uit in termen van veeltermen.
In elk veld met karakterisitek 0 heeft men het volgende resultaat. Laat
{\displaystyle (\Delta f)(x)=f(x+1)-f(x)}
de voorwaartse verschiloperator zijn. Dan hebben we voor polynoomfuncties f de Newton-reeks:
{\displaystyle f(x)=\sum _{k=0}^{\infty }(\Delta ^{k}f)(0){x \choose k},}
waar
{\displaystyle {x \choose k}={\frac {x(x-1)(x-2)\cdots (x-k+1)}{k!}}}
de k-de binominale coëfficiëntpolynoom is.
Op het gebied van reële getallen kan de aanname dat de functie f een polynoom is, worden afgezwakt, maar deze kan niet helemaal worden verzwakt tot louter continuïteit.
Mahler bewees het volgende resultaat:
Stelling van Mahler: Als f een continue p-adische waardefunctie is op de p-adische gehele getallen, dan geldt dezelfde identiteit.

### Het lemma van Hensel
Het lemma van Hensel, ook bekend als Hensel's lifting lemma, genoemd naar Kurt Hensel, is een resultaat in de modulaire rekenkunde en stelt dat als een polynoomvergelijking een eenvoudige wortel heeft modulo een priemgetal 'p', deze wortel overeenkomt met een unieke wortel van dezelfde vergelijking modulo elke hogere macht van 'p', die kan worden gevonden door de oplossing iteratief " op te tillen " modulo opeenvolgende machten van 'p'. Meer in het algemeen wordt het gebruikt als generieke naam voor analogen voor volledige commutatieve ringen (inclusief p-adische velden in het bijzonder) van de Newton-methode voor het oplossen van vergelijkingen. Omdat p-adische analyse in sommige opzichten eenvoudiger is dan reële analyse, zijn er relatief gemakkelijke criteria die een wortel van een polynoom garanderen.
Om het resultaat te vermelden, laat {\displaystyle f(x)} een polynoom zijn met coëfficiënten van gehele getallen (of p-adische gehele getallen), en laat m, k positieve gehele getallen zijn zodat m ≤ k . Als r een geheel getal is zodat
{\displaystyle f(r)\equiv 0{\pmod {p^{k}}}} En {\displaystyle f'(r)\not \equiv 0{\pmod {p}}}
dan bestaat er een geheel getal s zodat
{\displaystyle f(s)\equiv 0{\pmod {p^{k+m}}}} En {\displaystyle r\equiv s{\pmod {p^{k}}}.}
Bovendien is deze s uniek modulo pk+m, en kan s expliciet worden berekend als
{\displaystyle s=r+tp^{k}} waar {\displaystyle t=-{\frac {f(r)}{p^{k}}}\cdot (f'(r)^{-1}).}

## Toepassingen

### P-adische kwantummechanica
p-adische kwantummechanica is een benadering om de fundamentele natuurkunde te begrijpen. Het is de toepassing van p-adische analyse op kwantummechanica. Er zijn hondereden artikels over dit onderwerp in internationale wetenschappelijke tijdschriften.

### Lokaal-globaal principe
Het lokaal-globale principe van Helmut Hasse, ook bekend als het Hasse-principe, is het idee dat men een gehele oplossing voor een vergelijking kan vinden door de Chinese reststelling te gebruiken om oplossingen modulo machten van elk verschillend priemgetal samen te stellen. Dit wordt gedaan door de vergelijking te onderzoeken in de completies van de rationale getallen: de reële getallen en de p-adische getallen. Een meer formele versie van het Hasse-principe stelt dat bepaalde soorten vergelijkingen een rationele oplossing hebben als en slechts als ze een oplossing hebben in de reële getallen en in de p-adische getallen voor elk priemgetal p.